# 山王くらぶ
山王くらぶ（さんのうくらぶ）は、山形県酒田市にある施設。

## 概要
1895年に建築された料亭、「山王くらぶ」を改装し、2008年に料亭文化、酒田市の歴史などを紹介する施設として開業した
。
当時は宇八楼と称し、画家の竹久夢二が何度か足を運んでいた事でも知られる。建物が2003年に国の登録有形文化財に登録されている。

## 館内
1階
1階ではかつての料亭の各部屋を公開している。
- ふれあいの間
- 喫茶「宵待亭」
- 売店「かぜまちや」
- 夢二の間
- 北前船の間
- 酒田商人の間
- 寺社めぐりの間
- 文人墨客の間
- 料亭文化の間

2階
2階では傘福を常設展示している他、傘福の体験工房も併設。辻村寿三郎の創作人形が常設展示されている辻村寿三郎の間もある。
- 傘福の間
  - 傘福体験工房
- 辻村寿三郎の間

## 入館料
- 大人：310円（240円）
- 高校・大学生：210円（170円）
- 小・中学生：100円（80円）

※（　）は団体20名以上。

## 営業時間・休館日
- 営業時間
  - 9：00 - 17：00
- 休館日
- 12月〜2月の火曜日（火曜日が祝日の場合は翌日）
- 12月29日〜1月3日（年末年始）

## アクセス
- 車・タクシー
  - JR酒田駅よりタクシーで約10分。
  - 庄内空港よりタクシーで約20分。
  - 日本海東北自動車道酒田インターチェンジより車で約15分。
  - 日本海東北自動車道酒田中央インターチェンジより約8分。
- バス
  - 庄内交通バス（中町下車）約8分
  - 市営循環バス（市役所東または市役所西下車）約8分

駐車場あり（34台、大型バス4台）